# 王士祿
王士禄（1626年—1673年），字子底，号西樵山人。山东新城县（今桓台县）人。清朝政治人物，进士出身，詩人。

## 生平
順治十二年（1655年）戊戌科第三甲同進士出身。授官莱州府教授，迁国子监助教，擢吏部考功司员外郎。康熙二年，以员外郎典试河南，以“磨勘罣吏议”下狱，半年后昭雪。康熙十二年卒，年四十八岁。

## 文學
王士祿工詩，作品淡泊，有《表微堂诗刻》、《十笏草堂诗选》、《上浮集》、《辛甲集》、《炊闻集》等，辑《涛音集 》（翁方纲序）。与弟王士祜、王士祯均有诗名，合稱“三王”。又汇辑古今女才子之文编为《燃脂集》。

## 延伸阅读
[在维基数据编辑]
 《清史稿/卷484》，出自趙爾巽《清史稿》
 在维基共享资源阅览影像